# Ковельский завод сельскохозяйственных машин
Ковельский завод сельскохозяйственных машин (укр. Ковельський завод сільськогосподарських машин) — промышленное предприятие в городе Ковель Волынской области.

## История

### 1966 - 1970
Ковельский завод сельскохозяйственных машин имени 50-летия СССР начали строить в 1966 году в соответствии с восьмым пятилетним планом развития народного хозяйства СССР, в 1970 году первая очередь предприятия была введена в эксплуатацию.
После создания осенью 1973 года министерства машиностроения для животноводства и кормопроизводства СССР 4 декабря 1973 года завод был передан в ведение министерства.
По состоянию на начало 1981 года завод основной продукцией завода являлись транспортёры для уборки навоза на животноводческих фермах.
В советское время завод входил в число ведущих предприятий города, на балансе предприятия находились Дом культуры и объекты социальной инфраструктуры.

### После 1991
После провозглашения независимости Украины государственное предприятие было преобразовано в открытое акционерное общество.
В августе 1997 года завод был включён в перечень предприятий, имеющих стратегическое значение для экономики и безопасности Украины.
14 июня 2006 года Государственная комиссия по ценным бумагам и фондовому рынку Украины приостановила обращение ценных бумаг предприятия.
Начавшийся в 2008 году экономический кризис осложнил положение предприятия. 2009 год завод завершил с убытком 9,966 млн. гривен, в 2010 году стал банкротом.

## Современное состояние
Завод специализируется на производстве сельскохозяйственной техники, комплектующих и запасных частей к ней, а также выпускает стальные круглозвенные цепи, штамповки и горячие поковки массой от 0,2 до 70 кг.